# كريستوفر لي برون
كريستوفر لي برون (بالإنجليزية: Christopher Le Brun)‏ هو رسام بريطاني، ولد في 20 ديسمبر 1951 في بورتسموث في المملكة المتحدة.

## وصلات خارجية
- الموقع الرسمي